# Валдеш
Валдеш (њем. Waldesch) општина је у њемачкој савезној држави Рајна-Палатинат. Једно је од 86 општинских средишта округа Мајен-Кобленц. Према процјени из 2010. у општини је живјело 2.268 становника. Посједује регионалну шифру (AGS) 7137227.

## Географски и демографски подаци
Валдеш се налази у савезној држави Рајна-Палатинат у округу Мајен-Кобленц. Општина се налази на надморској висини од 297 метара. Површина општине износи 3,3 km². У самом мјесту је, према процјени из 2010. године, живјело 2.268 становника. Просјечна густина становништва износи 679 становника/km².

## Међународна сарадња
| Мјесто | Држава    | Врста сарадње | Од    |
| ------ | --------- | ------------- | ----- |
|        | Француска | партнерство   | 1966. |
| Извор  |           |               |       |